# رنگینک راه‌راه
رنگینک راه‌راه (انگلیسی: Striped manakin) از گونه‌های کوچک خانواده رنگینکان است که در آمریکای جنوبی زندگی می‌کند.